# 砂と霧の家
『砂と霧の家』（すなときりのいえ、原題: House of Sand and Fog）は2003年公開のアメリカ映画。
第76回アカデミー賞にて主演男優賞、助演女優賞、作曲賞にノミネートされた。

## キャスト
※括弧内は日本語吹替
- キャシー - ジェニファー・コネリー（湯屋敦子）
- ベラーニ - ベン・キングズレー（麦人）
- レスター・バードン - ロン・エルダード（横島亘）
- ナディ - ショーレ・アグダシュルー（弥永和子）
- イスマイル - ジョナサン・アードー
- コニー・ウォルシュ - フランシス・フィッシャー（一城みゆ希）
- キャロル・バードン - キム・ディケンズ
- ソラヤ - ナヴィ・ラワット
- アルヴァレス警部補 - カルロス・ゴメス
- トラン - アキ・アレオン